# 성내북초등학교
성내북초등학교는 대한민국 전북특별자치도 고창군 성내면 신성리 5에 있었던 공립 초등학교이다.

## 연혁
- 1963년 11월 15일 성내국민학교 부덕분교 개교(2학급 편성, 인가 3월 1일)
- 1968년 3월 1일 성내북국민학교로 승격
- 1996년 3월 1일 성내북초등학교로 개칭
- 1998년 9월 1일 성내초등학교로 통합